# 大久保信一郎
大久保 信一郎（おおくぼ しんいちろう、1980年（昭和55年）6月28日 - ）は、佐賀県唐津市出身のボートレーサー。
登録第4112号。血液型B型。88期。佐賀支部所属。同期に、吉永則雄、三井所尊春らがいる。趣味は競輪と麻雀。

## 来歴
- 2001年5月22日から唐津競艇場で開催された一般戦でデビュー。
- 2001年12月14日から福岡競艇場で開催された一般戦で初勝利し水神祭を飾る(4号艇・6コース、決まり手はまくり差し)。
- 2004年1月18日から児島競艇場で開催された 一般戦で初優出。
- 2004年9月19日から桐生競艇場で開催された 一般戦「第7回日本財団会長杯争奪戦」で4号艇2コースから抜きで勝利し、初優勝。
- 2006年2月21日から唐津競艇場で開催された G1「全日本王者決定戦」でG1初出場。
- 2013年7月28日、ボートレースびわこで開催された「サッポロビールカップ」4日目第5Rで通算500勝を達成。
- 2013年10月30日からボートレース福岡で開催された G1「開設60周年記念福岡チャンピオンカップ」でG1初優出。(5着)
- 2020年6月1日からボートレース大村で開催された 一般戦「夜の九州スポーツ杯」6日目（最終日）第10Rに出走し、3号艇3コースからまくり差しを決めて勝利[1]し通算1000勝を達成。
- 2024年2月9日、現代ビジネスが佐賀支部所属のボートレーサー「O」が民事訴訟を起こされたことをスクープした。イニシャルで伏せられていたが、三井所尊春と同期などの記事から大久保と断定された。最終的には550万円を支払うことで和解となった。
- 2024年3月19日、前述の事件のため、ボートレーサーとしての体面を汚したとして9ヶ月の出場停止の処分が下された。

## 人物
- 師匠は77期の前田昭広。前田の妻である八島貴美子は従姉妹。

## 戦績
- 出走回数：5401回
- 優勝回数：16回
- 優出回数：98回
- 1着回数：1089回
- フライング(F)回数：28回
- 出遅れ(L)回数：1回
- 通算勝率：5.79
- 2連対率：39.97
- 3連対率：58.38
- 生涯獲得賞金：445,974,475円